# Walter Reuther

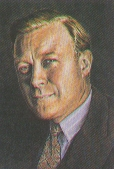
Walter Reuther

Walter Philip Reuther (* 1. September 1907 in Wheeling, West Virginia; † 9. Mai 1970 bei Pellston, Michigan) war ein US-amerikanischer Gewerkschaftsführer. Er verschaffte den United Automobile Workers Mitte des 20. Jahrhunderts großen Einfluss sowohl in der Autoindustrie als auch in der Demokratischen Partei. Er war Sozialist und unterstützte Franklin D. Roosevelts New Deal.

## Leben und Wirken
Reuther wurde 1927 bei Ford eingestellt und 1932 im Zuge der Great Depression entlassen. Gemeinsam mit seinem Bruder Victor reiste er nach Europa und von dort in die Sowjetunion, wo er bis 1935 in Gorki für GAZ arbeitete. Er kehrte in die USA zurück, fand Anstellung bei General Motors und wurde aktives Gewerkschaftsmitglied der United Automobile Workers (UAW). Er organisierte mehrere Streiks und gründete 1947 gemeinsam mit Reinhold Niebuhr, John Kenneth Galbraith und anderen die politische Organisation Americans for Democratic Action.
Unter seiner Führung erreichte die UAW 1950 den sogenannten „Treaty of Detroit“, worin eine 20-prozentige Lohnerhöhung über fünf Jahre, ein Pensionsplan und ein Krankenversicherungsbeitrag festgelegt wurden.
1952 wurde er zum Vorsitzenden des Congress of Industrial Organizations gewählt. Ebenfalls 1952 wurde er in die American Academy of Arts and Sciences gewählt.
Als starker Befürworter der amerikanischen Bürgerrechtsbewegung stand Reuther an der Seite Martin Luther Kings, als dieser seine legendäre Rede Ich habe einen Traum hielt.
Er starb bei einem Flugzeugabsturz im Landeanflug auf dem Pellston Regional Airport.
1995 verlieh ihm Präsident Bill Clinton postum die Presidential Medal of Freedom.